# Jaén (provins)
Jaén är en provins i den autonoma regionen Andalusien i södra Spanien. Jaén är provinshuvudstad. Provinsen hade 662 751 invånare år 2006. Provinsen gränsar till provinserna Ciudad Real, Albacete, Granada och Córdoba. Två av provinsens städer, Úbeda och Baeza, utnämndes 2003 till världsarv.